# Rathaus Malchow

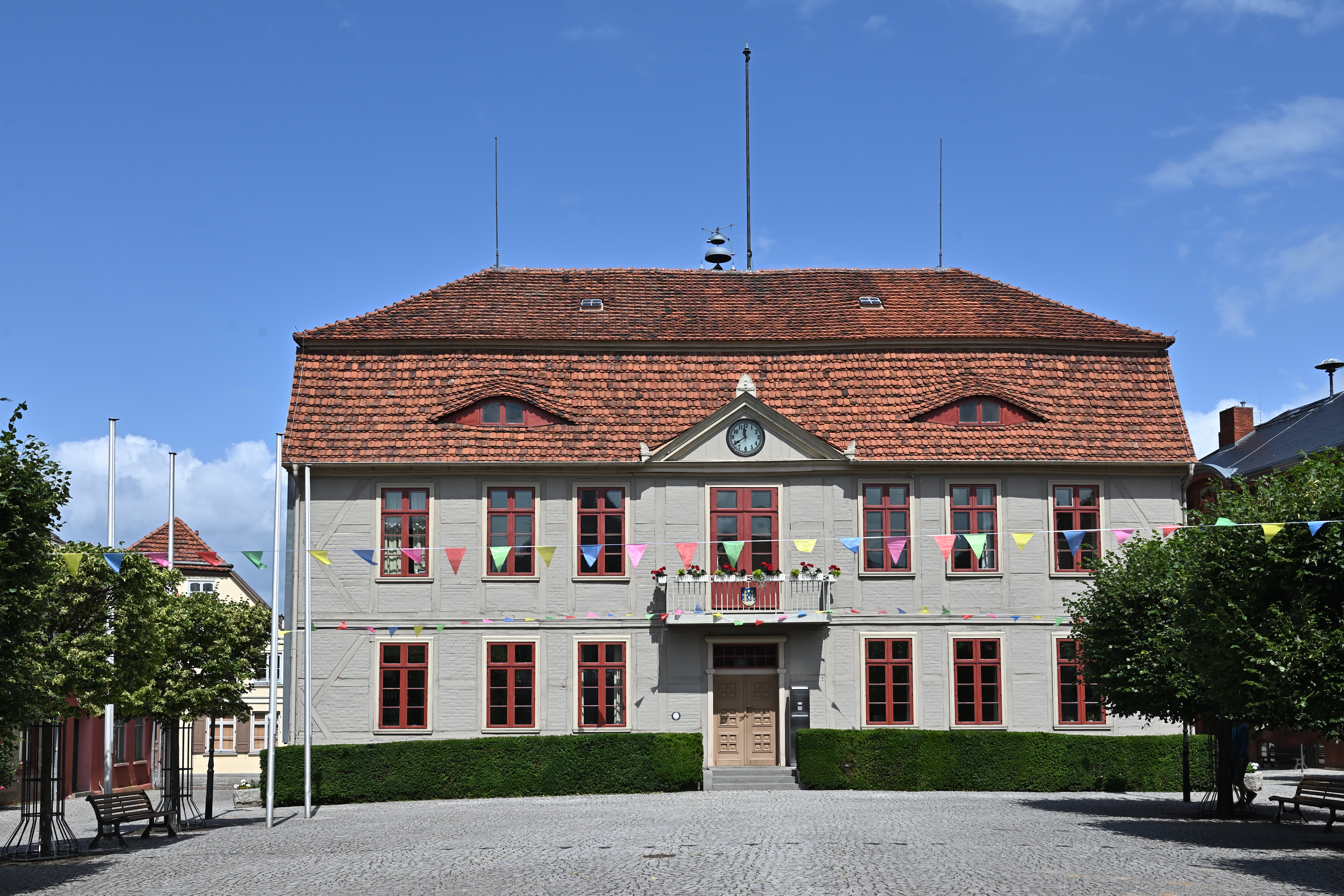
Rathaus Malchow

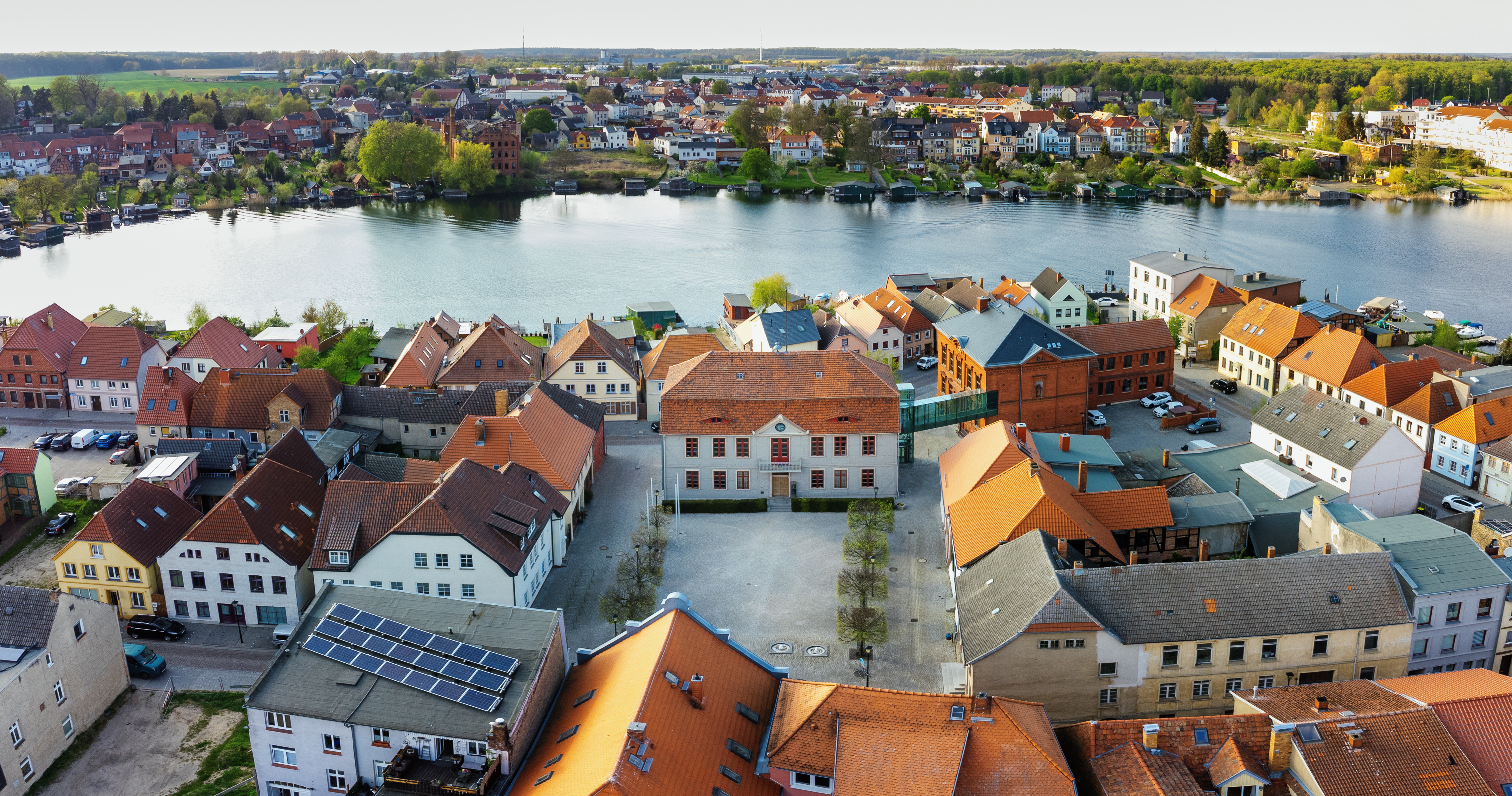
Blick auf das Rathaus aus der Luft

Das Rathaus Malchow am Alten Markt in Malchow im Süden von Mecklenburg-Vorpommern wurde von 1818 bis 1821 erbaut. Das Gebäude steht unter Denkmalschutz.

## Geschichte
1697 brannten das Rathaus und viele Gebäude von Malchow ab. Erst 1821 entstand ein Neubau. Der zweigeschossige klassizistische Fachwerkbau steht zentral und zurückgesetzt am Platz als Repräsentationsbau im historischen Stadtkern auf der Stadtinsel. Er hat ein Mansarddach; der zentrale Balkon und der graue Anstrich betonen das Repräsentative.
Im Rathaussaal fanden bis 1881 die Gerichtsverhandlungen des Amtsgerichtes statt, welches dann ein eigenes Gebäude erhielt. Auf dem Rathausboden gab es mehrere Gefängnis- bzw. Arrestzellen, die bis in die 1950er Jahre genutzt wurden und heute noch besichtigt werden können. Nach mehreren Umbauten wurde das Rathaus 2004 saniert.
In unmittelbarer Nachbarschaft befindet sich ein 2008 sanierter gründerzeitlicher zweigeschossiger verklinkerter Verwaltungsbau mit Standesamt und Fachämtern, welcher seit 1881 das ehemalige Amtsgericht (heute in Waren (Müritz)) war, dekoriert mit dem großherzoglichen Wappen, einem Oktagonrelief und einem kleinen Standbild der nicht blinden Justitia. Beide Gebäude verbindet im Obergeschoss ein gläserner Brückengang nach Plänen von Autzen & Reimers, Berlin.
Für die gelungene Sanierung beider Gebäude wurde 2010 im Rahmen des Landesbaupreises Mecklenburg-Vorpommern eine Belobigung ausgesprochen. Die Jury befand u. a.: „Die beiden aus ganz verschiedenen Bauepochen stammenden Gebäude sind mit einer glücklichen Hand in der Behandlung der Befunde und deren Ergänzungen für die heutige Nutzung ertüchtigt worden. Auch dort, wo modernes Mobiliar eingefügt wurde, zeigt sich eine erfreuliche Sicherheit des Stilempfindens.“